# Hannah Kasulka
Hannah Elizabeth Kasulka (Macon, Georgia, 11 de mayo de 1995) es una actriz y escritora estadounidense, más conocida por interpretar a Casey Rance en la serie de FOX The Exorcist.

## Biografía

### Primeros años y educación
Su madre es peluquera y su abuela es pastora. Tomó clases de baile cuando estaba en la primaria, decidió hacerlo cuando viajó a Nueva York a ver los Rockettes. Aprendió pointe, jazz, hip-hop, tap y ballet.
Luego de asistir la Universidad de Atlanta, se mudó a Los Ángeles para seguir una carrera como actriz.

### Carrera
Comenzó su carrera en 2007 en el episodio "Secrets and Guys" de la serie October Road. A través de los años, siguió trabajando en series como One Tree Hill, Nashville, Up All Night, Guys with Kids, True Blood, CSI: Crime Scene Investigation, Perception, The Fosters, Comedy Bang! Bang!, How to Get Away with Murder y Filthy Preppy Teen$.
También ha participado en películas como What to Expect When You're Expecting (2012), +1 (2013), Prank (2013) y The Cheerleader Murders (2016). Interpretó a la joven Casey Rance en la primera temporada de la serie de FOX The Exorcist (2016).

## Filmografía

### Cine
- My Fake Fiance (2009) - Telefilme
- Fried Tofu (2010) - Cortometraje
- Game Time: Tackling the Past (2011) - Telefilme
- What to Expect When You're Expecting (2012) - Cortometraje
- Drunk Buddies (2013) - Cortometraje
- +1 (2013)
- Prank (2013)
- Filthy Preppy Teen$ (2013) - Telefilme
- The Green Room (2014) - Cortometraje
- Funny or Die Presents Donald Trump's The Art of the Deal: The Movie (2016) - Telefilme
- The Cheerleader Murders (2016)
- Clara (2016) - Cortometraje
- Playing God (2023)

### Televisión
- October Road (2007) - 1 episodio
- One Tree Hill (2009) - 1 episodio
- Nashville (2012) - 1 episodio
- Up All Night (2012) - 1 episodio
- Guys with Kids (2013) - 1 episodio
- True Blood:Jessica's Blog (2013) - 1 episodio
- True Blood (2013) - 2 episodios
- CSI: Crime Scene Investigation (2014) - 1 episodio
- Perception (2015) - 1 episodio
- The Fosters (2014-2015) - 7 episodios
- Comedy Bang! Bang! (2014-2015) - 2 episodios
- How to Get Away with Murder (2015) - 1 episodio
- Filthy Preppy Teen$ (2015) - 8 episodios
- The Exorcist (2016) - 10 episodios